# William Howard Russell
William Howard Russell (Dublín, Reino Unido de Gran Bretaña e Irlanda, 28 de marzo de 1821-Londres, Reino Unido de Gran Bretaña e Irlanda, 11 de febrero de 1907) fue un periodista británico, considerado como el padre del periodismo de guerra.

## Biografía
William Howard Russell se crio en Liverpool. Trabajó para el diario londinense The Times. En febrero de 1854, el director del periódico, John Thadeus Delane, decidió enviar a Russell a cubrir la Guerra de Crimea (1853-1856), que enfrentó al Imperio ruso y una alianza formada por el Reino Unido de Gran Bretaña e Irlanda, Francia y el Imperio otomano.
En aquella época, la cobertura de las guerras corría a cargo de oficiales del ejército y las crónicas no eran neutrales, siendo favorables a los militares. Russell debía permanecer en Crimea poco tiempo, pero acabó quedándose dieciocho meses. Sus despachos desde el frente criticaban la deficiencias y desatenciones médicas del Ejército británico, cuyos soldados morían sin un mínimo esfuerzo para poder ser salvados. El mando militar británico no impuso ningún control sobre él, debido a la falta de experiencia previa sobre la presencia de reporteros en las trincheras.
La propia reina Victoria I del Reino Unido expresó su enfado al periódico por la cobertura del conflicto y su marido, el príncipe Alberto de Sajonia-Coburgo-Gotha, llegó a sugerir al Ejército el linchamiento del corresponsal.

### La Carga de la Brigada ligera
En su carrera periodística fue testigo de la Carga de la Brigada ligera, llevada a cabo el 25 de octubre de 1854, ante la plaza rusa de Balaclava. Con motivo de esa batalla, Russell acuñó también la conocida expresión "la delgada línea roja", referida a la línea que formaron los fusileros británicos, vestidos a la sazón con casacas rojas, frente a la caballería rusa.
En febrero de 1856, el Ejército británico dictó una orden general que prohibía a los corresponsales de guerra difundir detalles que pudieran ayudar al enemigo, pero la guerra estaba casi terminada y Russell volvió a su país.

### Otros conflictos
Posteriormente, Russell cubrió otros conflictos, como la guerra de Secesión, la guerra austro-prusiana y la guerra franco-prusiana. Sin embargo, el "hombre del Times" pasó a la historia por sus despachos telegrafiados desde Crimea, que provocaron la caída de un Gobierno y la creación del primer cuerpo de enfermeras militares.